# Bohumil Váňa (politik)
Bohumil Váňa (2. prosince 1896 Komňa – 14. října 1954 Bořitov) byl český a československý politik a poslanec Prozatímního Národního shromáždění za Československou stranu lidovou.

## Biografie
Pocházel ze staré mlynářské rodiny. Po nedokončeném studiu reálného gymnázia v Uherském Brodě a hospodářské praxi u velkostatků Kurschnerových cukrovarů narukoval na italskou frontu v rámci 1. světové války. Po návratu převzal rodinný mlýn v Bořitově u Černé hory a zde hospodařil až do roku 1945. Od založení ČSL se věnoval politické činnosti. Zaměřoval se na budování jejích hospodářských a družstevních organizací.
V letech 1945–1946 byl poslancem Prozatímního Národního shromáždění za ČSL. Setrval zde do parlamentních voleb v roce 1946.
Po únoru 1948 mu prokomunistické vedení ČSL nabízelo možnost vrátit se znovu do aktivní politiky, což ale odmítl. Byl pak politicky pronásledován, propuštěn z hospodářského družstva a donucen odejít do invalidního důchodu. Roku 1954 zemřel předčasně na srdeční příhodu.